# Дракпа Г'ялцен
Дракпа Г'ялцен (тиб. གྲགས་ཕ་རྒྱལ་མཚན; 1374—1432) — 6-й десі (регент-володар) Тибету в 1385—1432 роках.

## Життєпис
Належав до династії Пагмодрупа. Старший син десі Шак'ї Рінчена і Сіни Рінчен Сом. 1373 року його батько з'їхав з глузду, коли запалав його палац. Мав чернече виховання і був висвячений на ламу монастиря Цетханг у 1380 році. Молодий Дракпа Г'ялцен вважався втіленням Джам'яна (Манджушрі — бодхісаттви мудрості).
1385 року внаслідок інтриг десі Сонам Дракпа зрікся влади, яку отримав Дракпа Г'ялцен. Невдовзі придушив заколот своїх вуйок, що намагалися також захопити владу.
За винятком двох коротких конфліктів у регіоні Цанг, його правління було мирним. З0мусив князівство Г'янце в Цанге, яке довгий час зберігало самостійність, визнати свою владу. Натомість г'янцеського князя Рабтен Кунзан Пага було призначено державним скарбником. Зміцнивши владу в Тибеті прийняв титули гонгма (вищий) і чог'ял (святий цар).
Мінський уряд в свою чергу намагався впливати на ситуацію в Тибеті через конкуруючи буддійські секти — Карма Каг'я і Гелуг, запрошуюючи до Нанкіна (тодішньої столиці) їх очільників. Дешін Шекпу, 5-го карнапу, імператор визнав духовним очільником Кхама, У-Цангу і Рапгану, сподіваючись тим самим посіяти ворожнечу між Карма Каг'я і Дракпа Г'ялценом, проте марно. В свою чергу Дракпа Г'ялцен підтримав Цонкапу, очільника секти Гелуг. розглядаючи того як противагу Карма Каг'я.
1406 року прийняв мінське посольство на чолі із Чжи Гуанєм, що привезло йому від імператора Чжу Ді нефритову печатку з ґудзиком з головою дракона, що підтверджувала титул чаньхуаван (князь, який розповсюджує буддизм), духовний титул гоші (наставник держави), 500 цзінів срібла, 3 шовкові сукні, 50 рулонів шовку та 200 лянів басанського чаю.
За схвалення десі було засновано монастирі секти Гелуг — Ганден (1409 рік), Дрепунг (1416 рік) і Сера (1419 рік). Разом з тим вшколі Драші Дрокха викладали вчення усіх основних сект. З 1411 року з Мін в Тибеті став поширюватися друкований буддійський канон Ганджур.
1414 року було домовлено про відновлення поштової системи між Тибетом і Китаєм, що існувала за часів династії Юань.
У 1420-х роках Намка Г'ялцен самовільно захопив посаду цзонпена в Рінпуні і перестав підкорятися владі десі. Посада була оголошена спадковою. Поступово Намка Г'ялцен розширював свої володіння. Помер Дракпа Г'ялцен 1432 року. Владу спадкував небіж Дракпа Джунне.